# Plateforme de glace d'Amery
- Plateforme de glace d'Amery

Plateforme de glace d'Amery

La plateforme de glace d'Amery est une plateforme de glace située sur la côte Antarctique faisant face à l'Océan Indien, et flottant sur la mer. Elle est nourrie par l'écoulement de glace du Glacier Lambert et s'écoule dans la Baie de Prydz.
Avec une superficie estimée à 60 654 km2 en 2013, il s'agit de la troisième plus grande plateforme de glace d'Antarctique. Il s'agit aussi de la plateforme la plus épaisse d'Antarctique, avec une épaisseur proche de la ligne d'échouage estimée à 2 500 m en 2002.
Découverte par l'expédition BANZARE, elle fut d'abord nommée "Cape Amery" en l'honneur de William B. Amery, représentant du gouvernement britannique en Australie (1925-1928), puis renommée "Plateforme de glace d'Amery" par le US Advisory Committee on Antarctic Names en 1947.